# Walt Slade
Walt Slade, även kallad "El Halcon" (Höken) är huvudpersonen, hjälten och rangern, i en serie westernpocketböcker (s.k. kiosklitteratur) för vuxna. I Sverige står Jackson Cole som författare till böckerna men på originalspråk angavs som författare Bradford Scott, vilket var en pseudonym för A. Leslie Scott. Varje svensk volym har 128 sidor.
Den första boken på svenska om Walt Slade, "I skräckens dal", utgavs 1960 och kostade då 1,25 krona. Nr 165 i serien, "Höken jagar bland bergen" utgavs 1971 och kostade då 2,95 kronor. 
Totalt utgavs 146 titlar om Walt Slade. Första upplagan utgavs åren 1960-1971 som nr 1-165 av Wennerbergs Förlag och serien kallades inledningsvis "En Texasbok" (nr 1-34) och senare "Wild West-böckerna" (nr 35-60). 13 Wild West-böcker (nr 36, 38, 40, 42, 44, 46, 48, 50, 52, 54, 56, 58 och 60) handlade om Bill och Ben och skrevs av Marshall Grover. Benämningarna "En Texasbok" och "Wild West" beror på att dessa fanns angivna i en sheriffstjärna på omslaget. 6 böcker (nr 156, 158-160, 162 och 164) var återutgivningar av tidigare böcker om Walt Slade. 118 böcker utgavs i en andra upplaga 1970-1981 som nr 156-264 (nr 157, 161, 163 och 165 var första upplagan). Seriens 4 första böcker utgavs i en tredje upplaga 1982 som nr 1-4.
Alla titlar följde exakt schema: Walt Slade rider in i staden och hyr en stallplats åt sin häst och en sovplats en våning upp. På saloonen har han den första skärmytslingen med traktens laglösa, och den resulterar i att han skjuter flera av dem medan han själv inte skadas alls. Senare på natten, när Slade lagt sig för att sova, kommer flera banditer in fönstervägen för att döda honom. Slade låter sig inte överrumplas utan skjuter även dessa. Snart upptäcker Slade att det pågår en blodig konflikt mellan de två rikaste männen i staden (ibland mellan två grupper) – om vad varieras i olika böcker, men det handlar ofta om markanvändning. Walt Slade lär känna den ene mannen – till exempel genom att rädda dennes dotter – och får någon form av uppdrag som tack. Men Slade är i hemlighet neutral och upptäcker snart att det finns en tredje part som utnyttjar konflikten. I böckernas sista fjärdedel blir Walt Slade nästan alltid tillfångatagen och bunden av anhängarna till denne tredje part, men han klarar sig alltid undan med livet i behåll. 
Böckerna slutar alltid med att Slade ställer allt till rätta i staden. Maktkampen upphör och de två bittra fienderna försonas när Slade avslöjar och tillfångatar den skurk som i lönndom tjänat på konflikten. Walt Slade-böckerna avviker sällan från denna mall; det är bara namnen och konflikterna som varierar. 
| Volym | Titel                           | Utgivningsår | Originalets titel (utg.år)            |
| ----- | ------------------------------- | ------------ | ------------------------------------- |
| 1     | Skräckens dal                   | 1960         | Death Canyon (1957)                   |
| 2     | Midnattsryttarna                | 1960         | Rimrock Raiders (1957)                |
| 3     | I hämnarens spår                | 1960         | The Avenger (1956)                    |
| 4     | Talande bly                     | 1960         | Trigger Talk (1956)                   |
| 5     | Farligt pass                    | 1960         | Powder Burn (1957)                    |
| 6     | Guld i det fördolda             | 1960         | Curse of Texas Gold (1957)            |
| 7     | I dödens käftar                 | 1960         | Texas Badman (1959)                   |
| 8     | Många om budet                  | 1960         | The Range Terror (1959)               |
| 9     | Bergens hemlighet               | 1960         | Gun Law (1959)                        |
| 10    | Gengångarens hämnd              | 1960         | Texas Vengeance (1959)                |
| 11    | Mannen från Texas               | 1960         | Holster Law (1959)                    |
| 12    | Den sjunkna skatten             | 1960         | Dead in Texas (1959)                  |
| 13    | Banditernas överman             | 1961         | Texas Terror (okänt)                  |
| 14    | Oljan brinner                   | 1961         | Gunsmoke Over Texas (1956)            |
| 15    | Striden vid Pecos River         | 1961         | The Pecos Trail (1960)                |
| 16    | Spindeln                        | 1961         | Gun Gamble (okänt)                    |
| 17    | Svart magi                      | 1961         | The Texas Hawk (1957)                 |
| 18    | Den ensamme ryttaren            | 1961         | Lone Star Rider (1960)                |
| 19    | Dödens säkra byte               | 1961         | Dead Man's Trail (okänt)              |
| 20    | Guldrövarna                     | 1961         | Border Blood (okänt)                  |
| 21    | Mysteriet i öknen               | 1961         | Canyon Killers (1956)                 |
| 22    | Utanför lagen                   | 1961         | Badlands Boss (1956)                  |
| 23    | Mannen utan samvete             | 1961         | Guns of the Alamo (1960)              |
| 24    | Höken slår till                 | 1961         | Ambush Trail (1960)                   |
| 25    | Nerver av stål                  | 1962         | Valley of Hunted Men (1960)           |
| 26    | Fångad i nätet                  | 1962         | Gunsmoke Trail (1961)                 |
| 27    | Den stora guldstöten            | 1962         | Shootin' Man (1959)                   |
| 28    | Vita döden                      | 1962         | The Blaze of Guns (1959)              |
| 29    | Den långa jakten                | 1962         | Texas Manhunt (1955)                  |
| 30    | Den gömda dalen                 | 1962         | Two-Gun Devil (okänt)                 |
| 31    | Farlig last                     | 1962         | Smuggler's Brand (1961)               |
| 32    | Dödens hovslag                  | 1962         | Gunsmoke on the Rio Grande (1961)     |
| 33    | De dödas väg                    | 1962         | Skeleton Trail (1961)                 |
| 34    | Walt Slade rensar upp           | 1962         | Rangers at Bay (1961)                 |
| 35    | Skatten i dalen                 | 1962         | Rangeland Guns (1961)                 |
| 36    | Bill och Ben slår till          | 1962         |                                       |
| 37    | Giftsmugglarna                  | 1962         | Border Hell (1952)                    |
| 38    | Bill och Ben mot övermakten     | 1962         |                                       |
| 39    | Ökenmördarna                    | 1962         | The Desert Killers (1961)             |
| 40    | Bill och Ben på krigsstigen     | 1962         |                                       |
| 41    | Ryttare utan ansikten           | 1962         | The Masked Riders (1962)              |
| 42    | Bill och Ben går igen           | 1962         |                                       |
| 43    | Höken i dödsfara                | 1962         | Guns of Bang Town (1962)              |
| 44    | Bill och Ben i Arizona          | 1962         |                                       |
| 45    | I Hökens klor                   | 1962         | Men of Steel (okänt)                  |
| 46    | Bill och Ben gör rent hus       | 1962         |                                       |
| 47    | Sista skottet                   | 1962         | Texas Riders (1962)                   |
| 48    | Bill och Ben i skottgluggen     | 1962         |                                       |
| 49    | Blodspår i öknen                | 1962         | Trail of Blood and Bones (1962)       |
| 50    | Bill och Ben pumpar bly         | 1962         |                                       |
| 51    | Höken och piraterna             | 1962         | Outlaw Gold (1963?)                   |
| 52    | Bill och Ben går till angrepp   | 1962         |                                       |
| 53    | Död mans guld                   | 1962         | Chuck-Line Rider Guns (okänt)         |
| 54    | Bill och Ben mot sheriffen      | 1962         |                                       |
| 55    | Fruktans grepp                  | 1962         | Doom Trail (1962)                     |
| 56    | Bill och Ben rensar Modeen Town | 1962         |                                       |
| 57    | Djävulens fälla                 | 1963         | Texas Devil (1962)                    |
| 58    | Bill och Ben i kallt spår       | 1963         |                                       |
| 59    | Höken i rövarkulan              | 1963         | Renegade Ranger (okänt)               |
| 60    | Bill och Ben i Colorado         | 1963         |                                       |
| 61    | Skarpa skott                    | 1963         | Blood and Gold                        |
| 62    | Sosna lever                     | 1963         | Death Rides the Rio Grande            |
| 63    | Den osynlige fienden            | 1963         | Gunsight Showdown                     |
| 64    | Sista skottet                   | 1963         | Panhandle Slaughter                   |
| 65    | Höken stiftar fred              | 1963         | Gun Justice                           |
| 66    | Natt över Texas                 | 1963         | Ranger Law For Ladrones               |
| 67    | Inom skotthåll                  | 1963         | The Hate Trail                        |
| 68    | Dödsträsket                     | 1963         | Pirate's Roost                        |
| 69    | Ovälkommen främling             | 1963         | The Barber Barrier                    |
| 70    | El Paso                         | 1963         | Gunsmoke Talk                         |
| 71    | Ormgropen                       | 1963         | Corpse and Cartridge                  |
| 72    | Dödens lista                    | 1963         | Guns For the Yellow Hills             |
| 73    | Höken tar revansch              | 1963         | Guns of the Texas Plains              |
| 74    | Den maskerade ryttaren          | 1964         | Killer's Doom                         |
| 75    | Mannen i mörkret                | 1964         | Guns For Hire                         |
| 76    | Dödsgrottan                     | 1964         | Death's Corral                        |
| 77    | Orkan och död                   | 1964         | Grave For a Ranger                    |
| 78    | Det svarta guldet               | 1964         | Outlaw Land                           |
| 79    | Vild stad                       | 1964         | The Daeth Walk                        |
| 80    | Spökguldet                      | 1964         | The Ghost Trail                       |
| 81    | Det brinner i El Paso           | 1964         | Horseman of the Shadows               |
| 82    | Skräck i Texas                  | 1964         | Death Galls the Turn                  |
| 83    | Vargjakten                      | 1964         | Raiders of the Rio Grande             |
| 84    | Nattliga ryttare                | 1964         | Range Ghost                           |
| 85    | Krutrök och guld                | 1965         | Trails of Guns and Gold               |
| 86    | Död i solnedgången              | 1965         | Dead at Sunset                        |
| 87    | Ökenhäxan                       | 1965         | Trail of the Desert Witch             |
| 88    | Dömd till undergång             | 1965         | Town of No Return                     |
| 89    | Natten närmar sig               | 1965         | The Dead Don't Talk                   |
| 90    | Chino Kid                       | 1965         | The Chino Kid                         |
| 91    | Tågöverfallet                   | 1965         | Trails of Steel                       |
| 92    | Dubbelspel                      | 1965         | Death in the Saddle                   |
| 93    | Grymmare än döden               | 1965         | Bullet Brand                          |
| 94    | Trollkarlen vid Rio Grande      | 1965         | Hot Lead                              |
| 95    | Hårda tag                       | 1965         | Wasteland Rider                       |
| 96    | Den laglöse rangern             | 1965         | Gunmen Play the Long Odds             |
| 97    | Höken lägger spår               | 1965         | Steel Rails for Texas                 |
| 98    | Den galne översten              | 1965         | Lobo Colonel                          |
| 99    | Semester i Helvete              | 1966         | Holiday in Hades                      |
| 100   | Ranger i skottlinjen            | 1966         | Tin-star Target (1951)                |
| 101   | Skjut för livet!                | 1966         | The Land Pirates (okänt)              |
| 102   | Döden väntar i skuggan          | 1966         | In the Shadow Death Waits             |
| 103   | Sheriffens hemlighet            | 1966         | The Iron Trail (okänt)                |
| 104   | Döden kan vänta                 | 1966         | Treasure of the Alamo (okänt)         |
| 105   | Måndalens hemlighet             | 1966         | Moon Valley Trail (okänt)             |
| 106   | Slå till ranger                 | 1966         | The Skeleton Riders (1950)            |
| 107   | Misstanken                      | 1966         | The Big Bend Feud (okänt)             |
| 108   | Starkare än våld                | 1966         | The Devil's Mill (okänt)              |
| 109   | Slaget om Double D              | 1966         | Panhandle Guns (okänt)                |
| 110   | Galgträdet                      | 1966         | Land of Violent Men (okänt)           |
| 111   | Fem kulor för Höken             | 1967         | Maverick of the Plains                |
| 112   | Svarta ryttarna                 | 1967         | The Bloody Years (okänt)              |
| 113   | Flammande revolvrar             | 1967         | Border Violence (1965)                |
| 114   | De grymma                       | 1967         | Thundering Guns (1965)                |
| 115   | Upp med händerna!               | 1967         | Ghost Horsemen (okänt)                |
| 116   | Guldjakten                      | 1967         | The Lone Trail (okänt)                |
| 117   | Den förhäxade dalen             | 1967         | Riders of Embrujada Valley (okänt)    |
| 118   | Stormryttarna                   | 1967         | Riders of the Storm (okänt)           |
| 119   | Skjut först                     | 1967         | Death on the Rimrock (1967)           |
| 120   | Ingen undgår Höken              | 1967         | Death's Harvest (1967)                |
| 121   | Rangern jagar orm               | 1967         | The Sidewinder (1967)                 |
| 122   | I elfte timmen                  | 1967         | Rider of the Mesquite Trail (1967)    |
| 123   | Flodbanditerna                  | 1967         | The River Raiders (1968)              |
| 124   | Revolvrar och guld              | 1967         | Trail of Guns and Gold (1964)         |
| 125   | Det sista offret                | 1968         | Curse of the Dead Man's Gold (1967)   |
| 126   | Terror i Laredo                 | 1968         | Texas Death (1967)                    |
| 127   | Coltens skördar                 | 1968         | Pecos Law (1969)                      |
| 128   | Blod på månen                   | 1968         | Blood On the Moon (okänt)             |
| 129   | Kort stubin                     | 1968         | Thunder Trail (1967)                  |
| 130   | Eld och bly                     | 1968         | Lead and Flame (1968)                 |
| 131   | Kula för kula                   | 1968         | Hot Lead and Cold Nerve (1967)        |
| 132   | Präriens hyenor                 | 1968         | Showdown                              |
| 133   | Gränslandets skräck             | 1968         | The Border Terror                     |
| 134   | Höken jagar vålnader            | 1968         | Haunted Valley (1968)                 |
| 135   | Flodspåret                      | 1968         | Death Rides the River Trail (okänt)   |
| 136   | Ryttarna från skyn              | 1968         | The Sky Riders (1968)                 |
| 137   | De laglösa                      | 1968         | Outlaw Round-up (1968)                |
| 138   | Uppgörelse med döden            | 1968         | Death's Tally (1968)                  |
| 139   | Samvetslös                      | 1969         | Trail of Empire (1969)                |
| 140   | Bevis saknas                    | 1969         | Laredo on the Rio Grande (1969)       |
| 141   | Hämndens röda väg               | 1969         | Red Road of Vengeance (1970)          |
| 142   | Flammor vid gränsen             | 1969         | Border War (1968)                     |
| 143   | Dubbla coltar                   | 1969         | Hands Up! (1969)                      |
| 144   | Stad i brand                    | 1969         | Date With Death (1969)                |
| 145   | Blod över Texas                 | 1969         | Texas Blood (1969)                    |
| 146   | Sex maskerade män               | 1969         | Sixgun Talk (1969)                    |
| 147   | Gränsfejden                     | 1969         | Sixgun Doom (1969)                    |
| 148   | Bergsbanditerna                 | 1969         | The Mountain Raiders (1969)           |
| 149   | Rykande revolvrar               | 1969         | Bullet Justice (1969)                 |
| 150   | Den hemliga källan              | 1969         | Devil From Blazing Hill (1969)        |
| 151   | Död åt Walt Slade!              | 1969         | Death to the Ranger! (1970)           |
| 152   | Ledaren                         | 1969         | Gunmen's Legion (okänt)               |
| 153   | Döden missar aldrig             | 1970         | Death Whispers (1970)                 |
| 154   | Ingen trotsar Walt Slade        | 1970         | Reach For Gold (1970)                 |
| 155   | Blodig konkurrens               | 1970         | Raider's Roundup (1970)               |
| 156   | Skräckens dal                   | 1970         |                                       |
| 157   | Sex tomma sadlar                | 1970         | Ranger Daring (1971)                  |
| 158   | Midnattsryttarna                | 1970         |                                       |
| 159   | I hämnarens spår                | 1970         |                                       |
| 160   | Talande bly                     | 1970         |                                       |
| 161   | Öknens hemlighet                | 1971         | Savage Gunlaw (1971)                  |
| 162   | Farligt pass                    | 1971         |                                       |
| 163   | Rangern vinner                  | 1971         | The Ranger Wins (1971)                |
| 164   | Guld i det fördolda             | 1971         |                                       |
| 165   | Höken jagar bland bergen        | 1971         | A Ranger Rides the Death Trail (1972) |
| 166   | I dödens käftar                 | 1971         |                                       |
| 167   | Bergens hemlighet               | 1971         |                                       |
| 168   | Många om budet                  | 1971         |                                       |
| 169   | Gengångarens hämnd              | 1971         |                                       |
| 170   | Mannen från Texas               | 1971         |                                       |
| 171   | Den sjunkna skatten             | 1971         |                                       |
| 172   | Banditernas överman             | 1971         |                                       |
| 173   | Oljan brinner                   | 1972         |                                       |
| 174   | Striden vid Pecos River         | 1972         |                                       |
| 175   | Spindeln                        | 1972         |                                       |
| 176   | Svart magi                      | 1972         |                                       |
| 177   | Den ensamme ryttaren            | 1972         |                                       |
| 178   | Dödens säkra byte               | 1972         |                                       |
| 179   | Guldrövarna                     | 1972         |                                       |
| 180   | Mysteriet i öknen               | 1972         |                                       |
| 181   | Utanför lagen                   | 1973         |                                       |
| 182   | Mannen utan samvete             | 1973         |                                       |
| 183   | Höken slår till                 | 1973         |                                       |
| 184   | Nerver av stål                  | 1973         |                                       |
| 185   | Fångad i nätet                  | 1973         |                                       |
| 186   | Den stora guldstöten            | 1973         |                                       |
| 187   | Vita döden                      | 1973         |                                       |
| 188   | Den långa jakten                | 1973         |                                       |
| 189   | Den gömda dalen                 | 1974         |                                       |
| 190   | Farlig last                     | 1974         |                                       |
| 191   | Dödens hovslag                  | 1974         |                                       |
| 192   | De dödas väg                    | 1974         |                                       |
| 193   | Walt Slade rensar upp           | 1974         |                                       |
| 194   | Skatten i dalen                 | 1974         |                                       |
| 195   | Giftsmugglarna                  | 1974         |                                       |
| 196   | Ökenmördarna                    | 1974         |                                       |
| 197   | Ryttare utan ansikten           | 1974         |                                       |
| 198   | Höken i dödsfara                | 1974         |                                       |
| 199   | I Hökens klor                   | 1974         |                                       |
| 200   | Blodspår i öknen                | 1974         |                                       |
| 201   | Sista skottet                   | 1974         |                                       |
| 202   | Höken och piraterna             | 1974         |                                       |
| 203   | Fruktans grepp                  | 1975         |                                       |
| 204   | Död mans guld                   | 1975         |                                       |
| 205   | Djävulens fälla                 | 1975         |                                       |
| 206   | Höken i rövarkulan              | 1975         |                                       |
| 207   | Skarpa skott                    | 1975         |                                       |
| 208   | Sosna lever                     | 1975         |                                       |
| 209   | Den laglöse rangern             | 1975         |                                       |
| 210   | Höken lägger spår               | 1975         |                                       |
| 211   | Den galne översten              | 1975         |                                       |
| 212   | Semester i helvetet             | 1975         |                                       |
| 213   | Ranger i skottlinjen            | 1976         |                                       |
| 214   | Skjut för livet                 | 1976         |                                       |
| 215   | Sheriffens hemlighet            | 1976         |                                       |
| 216   | Döden kan vänta                 | 1976         |                                       |
| 217   | Måndalens hemlighet             | 1976         |                                       |
| 218   | Slå till ranger                 | 1976         |                                       |
| 219   | Misstanken                      | 1976         |                                       |
| 220   | Starkare än våld                | 1976         |                                       |
| 221   | Slaget om Double D              | 1976         |                                       |
| 222   | Galgträdet                      | 1976         |                                       |
| 223   | Svarta ryttarna                 | 1977         |                                       |
| 224   | Upp med händerna!               | 1977         |                                       |
| 225   | Guldjakten                      | 1977         |                                       |
| 226   | Den förhäxade dalen             | 1977         |                                       |
| 227   | Stormryttarna                   | 1977         |                                       |
| 228   | Skjut först                     | 1977         |                                       |
| 229   | Ingen undgår Höken              | 1977         |                                       |
| 230   | Rangern jagar orm               | 1977         |                                       |
| 231   | I elfte timmen                  | 1978         |                                       |
| 232   | Flodbanditerna                  | 1978         |                                       |
| 233   | Revolvrar och guld              | 1978         |                                       |
| 234   | Terror i Laredo                 | 1978         |                                       |
| 235   | Det sista offret                | 1978         |                                       |
| 236   | Blod på månen                   | 1978         |                                       |
| 237   | Coltens skördar                 | 1978         |                                       |
| 238   | Kort stubin                     | 1978         |                                       |
| 239   | Eld och bly                     | 1978         |                                       |
| 240   | Kula för kula                   | 1978         |                                       |
| 241   | Präriens hyenor                 | 1978         |                                       |
| 242   | Gränslandets skräck             | 1979         |                                       |
| 243   | Höken jagar vålnader            | 1979         |                                       |
| 244   | Flodspåret                      | 1979         |                                       |
| 245   | Ryttarna från skyn              | 1979         |                                       |
| 246   | De laglösa                      | 1979         |                                       |
| 247   | Uppgörelse med döden            | 1979         |                                       |
| 248   | Samvetslös                      | 1979         |                                       |
| 249   | Bevis saknas                    | 1980         |                                       |
| 250   | Hämndens röda väg               | 1980         |                                       |
| 251   | Flammor vid gränsen             | 1980         |                                       |
| 252   | Dubbla coltar                   | 1980         |                                       |
| 253   | Stad i brand                    | 1980         |                                       |
| 254   | Blod över Texas                 | 1980         |                                       |
| 255   | Sex maskerade män               | 1980         |                                       |
| 256   | Gränsfejden                     | 1980         |                                       |
| 257   | Bergsbanditerna                 | 1981         |                                       |
| 258   | Rykande revolvrar               | 1981         |                                       |
| 259   | Den hemliga källan              | 1981         |                                       |
| 260   | Död åt Walt Slade               | 1981         |                                       |
| 261   | Ledaren                         | 1981         |                                       |
| 262   | Döden missar aldrig             | 1981         |                                       |
| 263   | Ingen trotsar Walt Slade        | 1981         |                                       |
| 264   | Blodig konkurrens               | 1981         |                                       |